# Debàltseve
Debàltseve (en ucraïnès:  Дебальцеве i en rus:  Дебальцево, Debàltsevo) és una ciutat de l'óblast de Donetsk d'Ucraïna, que des del febrer de 2015 es troba sota el control de l'autoproclamada República Popular de Donetsk de la Rússia.

## Història
La ciutat va ser fundada el 1878 entorn d'una estació de ferrocarril. Tallers mecànics per al manteniment de material ferroviari i un estacionament de trens es van construir al voltant de l'estació a partir de 1894. Sengles vagues de treballadors ferroviaris van ocórrer l'1 de maig de 1899 i 1905. Entre 1905 i 1908 va ser construïda l'estació de càrrega.
A partir de la Revolució de Febrer de 1917 i fins a 1919 la ciutat va canviar diverses vegades de mans, l'Exèrcit Blanc, l'exèrcit d'Alemanya i de l'Atamanat i l'Exèrcit Roig, fins que a la fi de 1919 es va establir el poder soviètic. Durant la dècada de 1930, la ciutat es va modernitzar amb la instal·lació de les xarxes d'electricitat i subministrament d'aigua. Es van construir instal·lacions culturals, incloent un palau de la cultura, amb una habitació i un estadi. En 1938 va rebre l'estatus de ciutat. La ciutat i els territoris circumdants van estar en la línia del front de guerra entre les tropes nazis i soviètiques i van ser escenari de sagnants batalles des de desembre de 1941 fins a finals de 1942.
En la dècada de 1970 es van construir nombrosos edificis de gran altura.

## Demografia
L'evolució de la població entre 1897 i 2013 va ser la següent:
Segons el cens 2001 dels 30.806 habitants que tenia la ciutat, el 81,52% parlava rus com a llengua materna, el 16.89 ucraïnès i el 0,33% romaní.

## Economia
La ciutat és un important nus ferroviari. Es destaquen també les indústries de materials de construcció i de reparació equips metal·lúrgics.